# Guarujá do Sul
Guarujá do Sul este un oraș în Santa Catarina (SC), Brazilia.